# John Campbell (4e comte de Loudoun)
Pour les articles homonymes, voir John Campbell et Campbell.
Le Major-General John Campbell (5 mai 1705 – 27 avril 1782), 4e comte de Loudoun, est un aristocrate et militaire britannique du XVIIIe siècle.

## Biographie

### Origines et jeunesse
Il est le seul fils de Hugh Campbell (v.1673-1731), et de sa femme, Lady Margaret Dalrymple (v.1684-1779), fille de John Dalrymple, 1er comte de Stair.
Campbell hérite du titre de comte de Loudoun, dans la pairie d'Écosse, à la mort de son père en 1731, et se fait appeler Lord Loudoun, à partir de cette date. Le comte lève un régiment d’infanterie qui prend part au soulèvement jacobite de 1745 au côté du gouvernement Hanovrien. Le régiment est alors composé de douze compagnies, Loudoun en est le colonel et John Campbell (plus tard 5e duc d'Argyll) le lieutenant colonel. Le régiment est recruté et sert dans différentes parties d'Écosse; trois des douze compagnies, recrutées au sud, sont capturées à la Prestonpans. Huit compagnies, sous le commandement personnel de Lord Loudoun, sont stationnées à Inverness. Loudoun tente, en février 1746, avec ses compagnies et plusieurs Independent Companies de capturer le prétendant jacobite, le prince Charles Édouard Stuart. Les membres de l'expédition sont battus par un petit nombre de Jacobites au cours d'un affrontement connu sous le nom de Rout of Moy (de). Après cette débâcle, Loudoun change de camp et rejoint l'armée du duc de Cumberland, donnant la ville d'Inverness aux rebelles.

### Guerre de Sept Ans

#### Amérique du Nord
En 1756, Loudoun est envoyé en Amérique du Nord en tant que commandant en chef et Gouverneur Général de Virginie, où il est impopulaire auprès de nombreux leaders de la colonie. Lorsqu'il apprend que certains marchands continuaient à commercer avec les Français, alors que la Grande-Bretagne était en guerre avec ce pays, il ordonne la fermeture de tous les ports à titre temporaire. Malgré son impopularité, le comté de Loudoun, qui est formé à partir du comté de Fairfax en 1757, est nommé en son honneur. En tant que commandant en chef, il planifie une expédition destinée à capturer Louisbourg aux Français en 1757 mais elle est annulée (probablement après une défection française) et après avoir appris que les forces françaises étaient trop importantes pour qu'il puisse les battre. Alors que Loudoun est engagé au Canada, les forces françaises capturent Fort William Henry, Loudoun est remplacé par James Abercrombie et rentre à Londres.
Le 23 janvier 1773, la ville de Loudon (New Hampshire) est incorporée et nommée en l'honneur de Campbell

### Portugal
En 1762, il est envoyé au Portugal pour contrer l'invasion espagnole du Portugal (en) comme commandant en second, avant d'être nommé commandant du corps expéditionnaire en 1763. Bien qu'il ait été incapable d'éviter la perte d'Almeida, les forces britanniques lancent une contre-offensive peu de temps après, repoussant les envahisseurs de l'autre côté de la frontière.
Jamais marié, à la mort de Loudoun le titre de comte passe à son cousin, James Mure-Campbell